# Dasychiroides brunneostrigata
Dasychiroides brunneostrigata är en fjärilsart som beskrevs av George Thomas Bethune-Baker 1904. Dasychiroides brunneostrigata ingår i släktet Dasychiroides och familjen tofsspinnare. Inga underarter finns listade i Catalogue of Life.